# ウィリアム・ハンター (国務次官補)

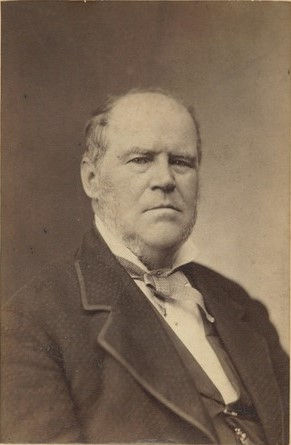
ウィリアム・ハンター

ウィリアム・ハンター（William Hunter, 1805年11月8日 - 1886年7月22日）は、アメリカ合衆国の政治家、外交官。

## 生涯
1805年11月8日、ハンターはロードアイランド州ニューポートにおいて、ロードアイランド州選出連邦上院議員ウィリアム・ハンターの息子として生まれた。
ハンターは陸軍士官学校に入学したが、目に障害を抱えたため2年で退学した。その後ハンターは法律を学び、ルイジアナ州ニューオーリンズで弁護士業を開業した。その後ロードアイランド州プロビデンスに移り、1829年に国務省に採用されるまで弁護士業を続けた。
ハンターは1849年から1850年までジョン・ミドルトン・クレイトン国務長官の下で、ジョージ・フィッシャーとともに秘書を務めた。
ハンターは1852年から1855年まで国務省首席事務官を務め、1855年5月から10月まで国務次官補を務めた。またハンターは1853年と1860年に2度、国務長官代行も務めた。1866年、合衆国議会で特別法が制定されると、ハンターは第二国務次官補に任命された。
そして1886年7月22日、ハンターは第二国務次官補在任中に、ワシントンD.C.で死去した。
| 公職                                | 公職                                                        | 公職                            |
| ----------------------------------- | ----------------------------------------------------------- | ------------------------------- |
| 先代 ウィリアム・デリック           | アメリカ合衆国国務省首席事務官 1852年5月17日 - 1855年5月7日 | 次代 -                          |
| 先代 アンブローズ・ダッドリー・マン | アメリカ合衆国国務次官補 1855年5月9日 - 1855年10月31日      | 次代 ジョン・アディソン・トマス |
| 先代 -                              | アメリカ合衆国第二国務次官補 1866年7月27日 - 1886年7月22日  | 次代 アルヴィー・エイディー     |